# RPC Group
RPC Group est une entreprise de fabrication d'emballage pour l'industrie alimentaire, cosmétique et de produits d'hygiène.

## Productions
Conception, fabrication et commercialisation de produits d'emballage en plastique destinés aux industries agroalimentaire, automobile et pharmaceutique. 
- Emballage en plastique, produits moulés par injection, produits moulés sous pression (bouteilles, flacons, etc.)

- Produits thermo-formés . emballages destinés au conditionnement des aliments congelés, des produits laitiers, des margarines.

## Histoire
En mai 2014, RPC Group acquiert Ace, une entreprise chinoise d'emballage. En novembre 2015, RPC Group acquiert l'entreprise islandaise Promens (en), pour 307 millions de livres.
En mars 2016, RPC Group acquiert Global Closure Systems (en), une entreprise française de fabrication de bouchons de bouteilles, pour 650 millions d'euros. En août 2016, RPC Group acquiert British Polythene, spécialisé dans les films plastiques, pour 261 millions de livres.
En février 2017, RPC Group annonce l'acquisition de Letica, une entreprise américaine d'emballage, pour entre 390 et 510 millions de livres selon les résultats de cette dernière.
En 2019, Berry Global acquiert RPC Group pour devenir le leader mondial.